# Diskriminierung aufgrund des Namens
Diskriminierung aufgrund des Namens bezeichnet die Diskriminierung einer Person aufgrund ihres Vor- oder Nachnamens.

## Empirische Daten
Einer Studie zufolge haben Kinder mit bestimmten Vornamen schlechtere Chancen in der Schule, sowohl im Hinblick auf die Notenvergabe als auch den Übertritt ins Gymnasium. In Deutschland handelt es sich dabei um englisch klingende, oft von Stars inspirierte Namen, welche in der DDR beliebt waren. Die Diskussion um dieses Phänomen wird auch unter der Bezeichnung „Kevinismus“ geführt. Im Bildungssystem würden laut einer Studie der Universität Mannheim auch Personen mit Migrationshintergrund aufgrund ihres Namens von Lehrkräften tendenziell negativer bewertet und benachteiligt.
Nach weiteren Studien zur Diskriminierung am Arbeitsmarkt folgte auf Bewerbungen, die sich nur durch den Namen (Vor- und Nachnamen) unterschieden und in denen jeweils Deutsch als Muttersprache angegeben war, wesentlich häufiger eine Einladung zu einem Vorstellungsgespräch, wenn ein typisch deutscher Name angegeben wurde, als wenn ein türkischer Name angegeben wurde. Die Benachteiligung von Migranten hängt nach einer weiteren Studie auch von der Unternehmensgröße ab: Die Diskriminierungsrate sei bei kleinen Unternehmen mit weniger als sechs Mitarbeitern deutlich höher als bei mittleren und großen Unternehmen. Das Phänomen der Diskriminierung von Bewerbern mit ausländischen Namen ist nicht auf Deutschland beschränkt, wie eine Studie aus Kanada zeigt. In den USA ermittelten Marianne Bertrand und Sendhil Mullainathan bereits 2003, dass Personen mit mutmaßlich afro-amerikanischen Namen unabhängig von Qualifikation und Geschlecht auf dem Arbeitsmarkt benachteiligt waren.
Auf dem Wohnungsmarkt war sowohl in den USA als auch in Europa insbesondere in den 1970er und 1980er Jahren eine ethnische Diskriminierung zu beobachten. In den Folgejahrzehnten und vor allem in den 2010er Jahren ist diese zurückgegangen. Die Diskriminierung ist in Deutschland dabei vergleichsweise hoch, in Kanada vergleichsweise niedrig. In Deutschland fokussieren entsprechende Studien insbesondere Personen mit türkisch klingenden Namen. Diese Bevölkerungsgruppe erhält zu etwa 9 % seltener Rückmeldungen auf Wohnungsbewerbungen. Bei männlichen Bewerbern fällt die Diskriminierung stärker aus als bei Frauen. Dabei spielen auch weitere Faktoren eine Rolle: So zeigte eine Studie zur Diskriminierung auf dem deutschen Wohnungsmarkt, in der Kandidaten mit türkischem bzw. deutschem Namen telefonisch auf Wohnungsanzeigen reagierten und angaben, aus beruflichen Gründen in die Stadt zu ziehen, keine messbare Diskriminierung von Personen mit türkischem Namen, es sei denn, sie hatten einen Akzent. Bei schriftlichen Bewerbungen verringert sich die Wahrscheinlichkeit einer Diskriminierung, wenn der Bewerber über einen höheren sozioökonomischen Status verfügt und dieses auch kommuniziert.

## Prävention
Als eine mögliche Maßnahme zur Vermeidung oder Verringerung der Diskriminierung aufgrund des Namens bei Stellenbewerbungen wurden anonymisierte Bewerbungsverfahren vorgeschlagen. Auch anonymisierte Prüfungen an Hochschulen wurden vorgeschlagen.
Zur Vermeidung von Diskriminierungen oder zum Zweck der Integration bzw. Assimilation stellen Menschen teils einen Antrag auf Namensänderung. Ob einem solchen Antrag stattgegeben wird, hängt von der nationalen Gesetzgebung ab. Auch die Regelungen zu einer eventuellen späteren Rückkehr zum Geburtsnamen sind von Land zu Land verschieden. Bei der persönlichen Entscheidung ist zu berücksichtigen, dass der eigene Name einen wesentlichen Teil der eigenen Identität darstellt.
Umstritten ist der Ansatz, Eltern zu raten, bei der Geburt eines Kindes von vornherein einen unauffälligen Vornamen zu wählen.

## Deutschland

### Antidiskriminierung
In Deutschland ist eine Diskriminierung aufgrund des Namens sowohl bei der Arbeitssuche als auch bei der Wohnungssuche bekannt.
Das Allgemeine Gleichbehandlungsgesetz (AGG) hat gemäß § 1 das Ziel, „Benachteiligungen aus Gründen der Rasse oder wegen der ethnischen Herkunft, des Geschlechts, der Religion oder Weltanschauung, einer Behinderung, des Alters oder der sexuellen Identität zu verhindern oder zu beseitigen“. Dieses Gesetz definiert in § 7 ein Benachteiligungsverbot mit Bezug auf die in § 1 genannten Benachteiligungen.
Im Januar 2020 wurde eine Wohnungsgesellschaft zu einer Entschädigungszahlung in Höhe von 3.000 Euro wegen Diskriminierung gegenüber einem Bewerber mit türkisch klingendem Namen verurteilt.

### Namensänderungen nach deutschem Recht
In Deutschland bestehen enge rechtliche Grenzen für Namensänderungen. Ein Familienname kann nach § 3 Abs. 1 NamÄndG nur dann geändert werden, wenn ein wichtiger Grund die Änderung rechtfertigt. Seit dem 24. Mai 2007 kann auch bei der Einbürgerung eine Angleichung des Namens bei Wechsel des Namensrechts durchgeführt werden (Art. 47 EGBGB). Durch die Angleichungserklärung nach § 47 EGBGB geht gegebenenfalls eine frühere, dem deutschen Recht fremde Funktion der Namen (zum Beispiel Eigenname, Vatersname usw.) unwiderruflich verloren. Namensänderungen sind in bestimmtem Rahmen auch für Aussiedler (§ 94 Bundesvertriebenengesetz), nach einer während eines gewöhnlichen Aufenthalts in einem anderen EU-Mitgliedstaat erfolgten Namensänderung (Art. 48 EGBGB) sowie bei Eheschließung, Ehescheidung oder Adoption möglich.
Laut Rechtsprechung begründet eine Diskriminierung aufgrund des Namens am Arbeitsmarkt kein grundsätzliches Recht auf eine Namensänderung. So urteilte das VG Augsburg 2010: „Eine aus den Grundrechten fließende Verpflichtung staatlicher Behörden, in Anwendung der Generalklausel des § 3 NamÄndG den Namen eines Menschen zu ändern, um ihn vor Diskriminierungen im Arbeitsleben zu schützen, kann unter Berücksichtigung des öffentlichen Interesses der Namenskontinuität nur dann bestehen, wenn die sonstigen staatlichen Maßnahmen zum Schutz vor Diskriminierungen am Arbeitsmarkt hinter dem verfassungsrechtlich gebotenen Mindestmaß zurückbleiben.“ Der Aspekt der Integrationsförderung wurde 2011 in einem Urteil des VG Düsseldorf bezüglich der Annahme eines wichtigen Grundes mitberücksichtigt. Allgemeiner urteilte das Verwaltungsgericht Göttingen 2012, dass der Wunsch nach Integration für sich genommen regelmäßig keinen wichtigen Grund für die Änderung eines ausländischen Namens darstellt.

## Namensänderungsverordnung zur NS-Zeit
In der Zeit des Nationalsozialismus wurden in Deutschland Zwangsnamen eingeführt: Ab Januar 1939 mussten Juden, sofern sie nicht ohnehin bereits einen jüdischen Vornamen trugen, der „im deutschen Volk als typisch angesehen“ wurde, zusätzlich den Vornamen Israel oder Sara annehmen (siehe hierzu: Namensänderungsverordnung). Diese Kennzeichnung war ein Schritt einer zunehmenden Ausgrenzung der jüdischen Minderheit.
Der Name war in Ausweisen angegeben, und auch Briefe an Ämter, Briefköpfe und Praxisschilder mussten diesen Namen zeigen.